# Triticella elongata
Triticella elongata is een mosdiertjessoort uit de familie van de Triticellidae. De wetenschappelijke naam van de soort is, als Hippuraria elongata, voor het eerst geldig gepubliceerd in 1912 door Osburn.